# Teatro dell'assurdo
Teatro dell'assurdo è la denominazione di un particolare tipo di opere scritte da alcuni drammaturghi, soprattutto europei, tra gli anni quaranta e gli anni sessanta, a volte prolungato agli anni settanta per quel che riguarda poi il lavoro di alcuni autori particolari. Con lo stesso termine si identifica anche tutto lo stile teatrale nato dall'evoluzione dei loro lavori.

## Etimologia
Il termine venne coniato dal critico Martin Esslin, che ne fece il titolo di una sua pubblicazione del 1961, The Theatre of the Absurd. Per Esslin il lavoro di questi autori consiste in una articolazione artistica del concetto filosofico di assurdità dell'esistenza, elaborato dagli autori dell'esistenzialismo (si vedano ad esempio le tesi di Jean-Paul Sartre risalenti agli anni trenta e quelle successive di Albert Camus, esposte anche nelle proprie produzioni narrative e appunto teatrale, oltre a quella consueta saggistica).

## Caratteristiche
Le caratteristiche peculiari del teatro dell'assurdo sono il deliberato abbandono di un costrutto drammaturgico razionale e il rifiuto del linguaggio logico-consequenziale. La struttura tradizionale (trama di eventi, concatenazione, scioglimento) viene pertanto rigettata e sostituita da una successione di eventi priva di logica apparente, legati fra loro da una labile ed effimera traccia (uno stato d'animo o un'emozione), apparentemente senza alcun significato. Il teatro dell'assurdo si caratterizza per dialoghi volutamente senza senso, ripetitivi e serrati, capaci di suscitare a volte il sorriso nonostante il senso tragico del dramma che stanno vivendo i personaggi.
Tra i maggiori esponenti del teatro dell'assurdo vanno ricordati Samuel Beckett, Jean Tardieu, Eugène Ionesco, Karl Valentin, Arthur Adamov e Georges Schehadé. Una seconda generazione ha avuto come protagonisti Harold Pinter, Robert Pinget, Boris Vian e Sławomir Mrożek. Anche Jean Genet, autore di Le serve, era stato inizialmente inserito da Esslin nel gruppo originario.
Fra gli autori italiani, fu spesso accostato al teatro dell'assurdo Achille Campanile, indicandolo come un precursore.